# Illizit
Illizit (Adverb, lateinisch licet ‚es ist erlaubt‘, illicitus ‚unerlaubt‘ ‚unzulässig‘) ist ein Verhalten, das im Gegensatz zu einer illegalen Handlung nicht gegen ein Gesetz verstößt, aber zumindest ethisch problematisch ist und sich in einer „rechtlichen Grauzone“ bewegt. Illizite Handlungen finden deshalb verdeckt oder im Verborgenen statt, um unnötige Aufmerksamkeit zu vermeiden, die zu einem formalen Verbot führen könnte.
Illizite Waren finden sich meistens auf so genannten Grauen Märkten, während illegale Waren auf Schwarzmärkten gehandelt werden. 
Der Begriff ist vor allem im Zusammenhang mit der (internationalen) Verbreitung von Kleinwaffen gebräuchlich.